# 1643 en arts plastiques
| Années des arts plastiques : 1640 - 1641 - 1642 - 1643 - 1644 - 1645 - 1646    |
| Décennies des arts plastiques : 1610 - 1620 - 1630 - 1640 - 1650 - 1660 - 1670 |

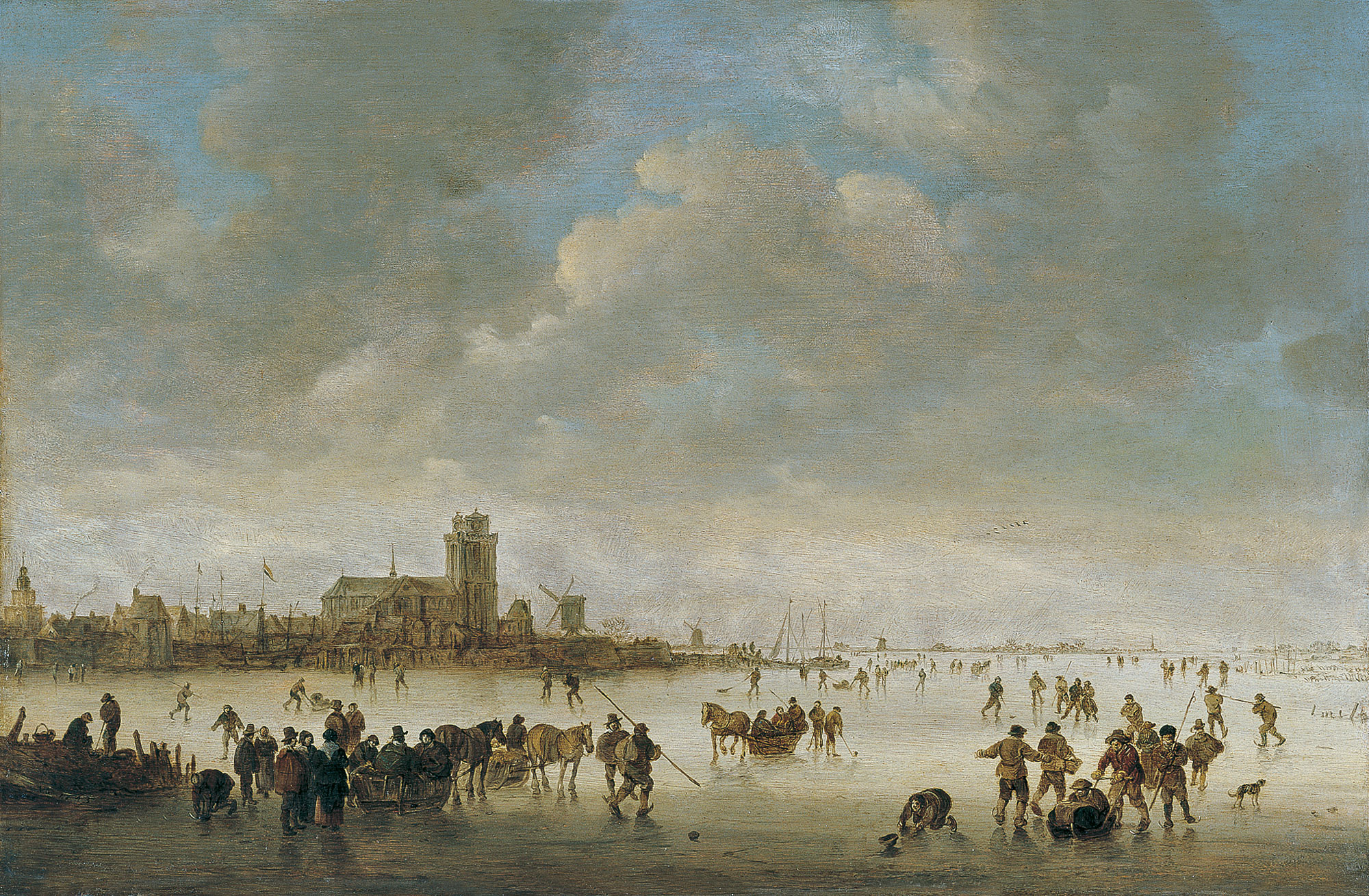
Paysage d'hiver, de Jan Van Goyen.

Cette page concerne l'année 1643 en arts plastiques.

## Œuvres
- Les Trois Arbres, gravure à l'eau-forte de Rembrandt.
- Vers 1643-1644 :
  - Bergers jouant de la flûte, huile sur toile d'Albert Cuyp.

## Naissances
- 11 mars : Laurent Fauchier, peintre français († 25 mars 1672),
- 23 avril : Johann Oswald Harms, peintre baroque, graveur et scénographe allemand († 1708),
- 10 mai : Gabriel Revel, peintre français († 9 juillet 1712),
- ? :
  - Juan de Alfaro, peintre espagnol († 30 avril 1680),
  - Giovanni Battista Boncuore, peintre baroque italien († 22 mai 1699),
  - Luigi Quaini, peintre baroque italien († 1717),
  - Pandolfo Reschi, peintre italien († 1699),
  - Godfried Schalken, peintre de genre et portraitiste néerlandais († 16 novembre 1706).

## Décès
- 16 septembre : Lucas Franchoys l'Ancien, peintre flamand (° 23 ou 25 janvier 1574),
- 30 décembre : Giovanni Baglione, peintre et historien de l'art italien (° 1566),
- Cheng Jiasui, peintre chinois (° 1565),
- Vers 1643 :
- Tawaraya Sōtatsu, peintre japonais (° vers 1570).